# Distrito de Kalocsa
El distrito de Kalocsa (húngaro: Kalocsai járás) es un distrito húngaro perteneciente al condado de Bács-Kiskun.
En 2013 tenía 51 028 habitantes. Su capital es Kalocsa.

## Municipios
El distrito tiene 3 ciudades (en negrita), 2 pueblos mayores (en cursiva) y 16 pueblos (población a 1 de enero de 2013):
- Bátya (2060)
- Drágszél (326)
- Dunapataj (3180)
- Dunaszentbenedek (865)
- Dunatetétlen (529)
- Dusnok (2958)
- Fajsz (1712)
- Foktő (1628)
- Géderlak (1020)
- Hajós (3115)
- Harta (3417)
- Homokmégy (1398)
- Kalocsa (16 552) – la capital
- Miske (1722)
- Ordas (420)
- Öregcsertő (809)
- Solt (6488)
- Szakmár (1237)
- Uszód (1056)
- Újsolt (181)
- Újtelek (355)